# وادي مينا
وادي مينا (OUED MINA)  من أشهر الأودية في الغرب الجزائري وينبع من الجبل الأخضربضواحي فرندة  ويمر عبرولاية غليزان إلا أن يصب في وادي الشلف

## أصل التسمية
يعتقد أن التسمية محلية وهي قديمة جدا وإستغل الرومان بدورهم هذا الواد لأغراضهم الزراعية عليه وأسسوا العديد من المدن والتجمعات السكانية مثل:
- مينا غليزان
- مشرع الصفا
- جيلالي بن عمار
- تاقدمت

## جغرافيا

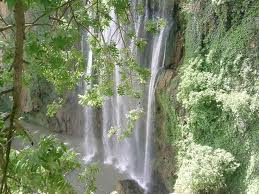
شلال سيدي واضح ببلدية ملاكو جنوب مدينة تيارت

ينبع واد مينا من من جبل الأخضر قرب فرندة وتفع سدود على ضفافه مثل سد بخدة وسد السعادة بسيدي امحمد بن عودة ويصب في وادي الشلف

## روافده
- واد العبد
- واد التحت

## تهديدات
يتعرض وادي مينا للعديد من التهديدات التي تؤثر بشكل سلبي على الوادي وعلى حوض مينا وأبرزها :
- التلوث الصناعي والصرف الصحي وإفراغه في الواد مباشرة بالإضافة لوقوع مكبات للنفاية بجانبه [3]
- تذبب سقوط الأمطار مما يشكل تهديدا حقيقيا لمنسوب المياه مما يوثر على السدود وعلى والفلاحين الذين يسقون منه [4]